# Grégoire (Automarke)

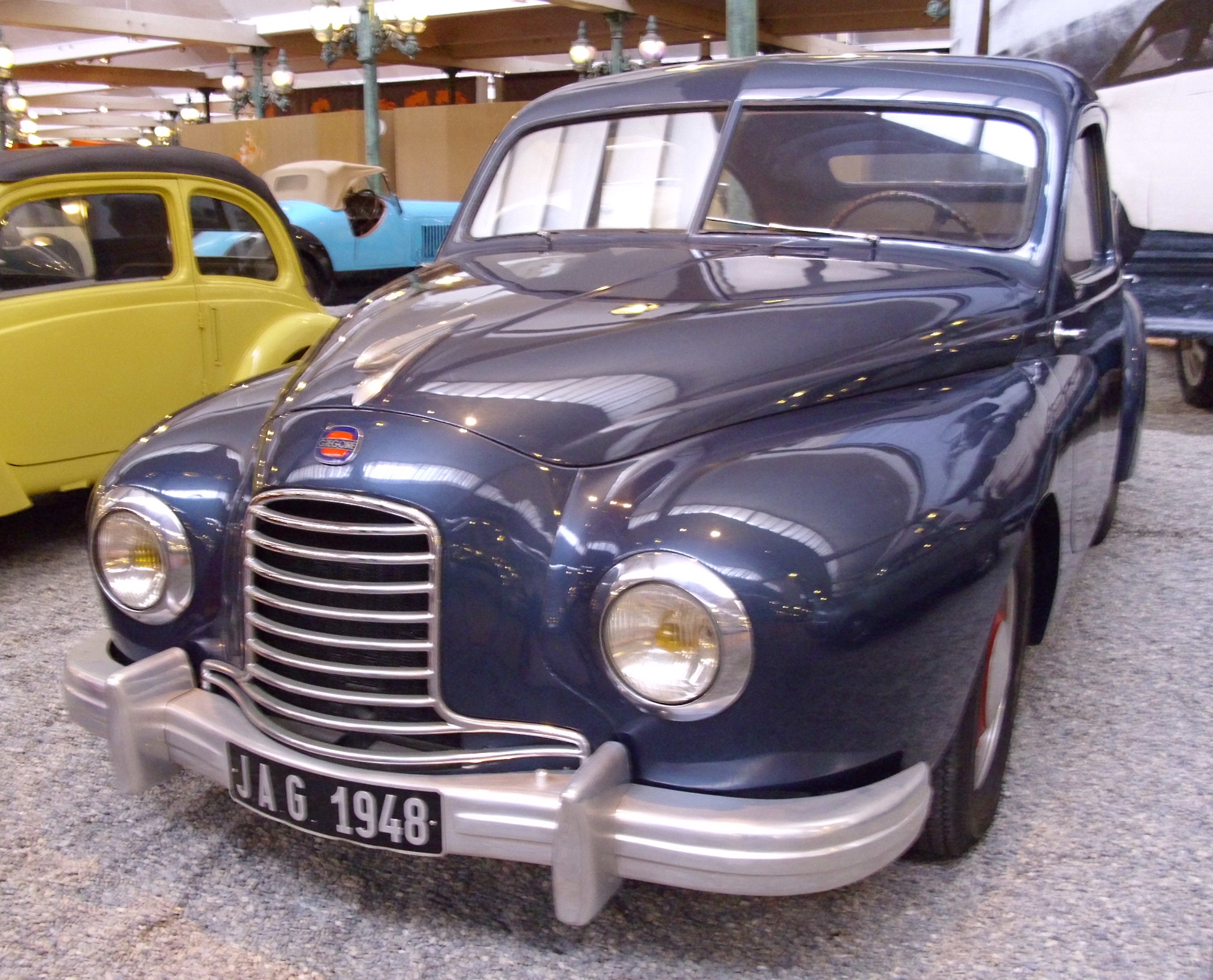
Grégoire R von 1948

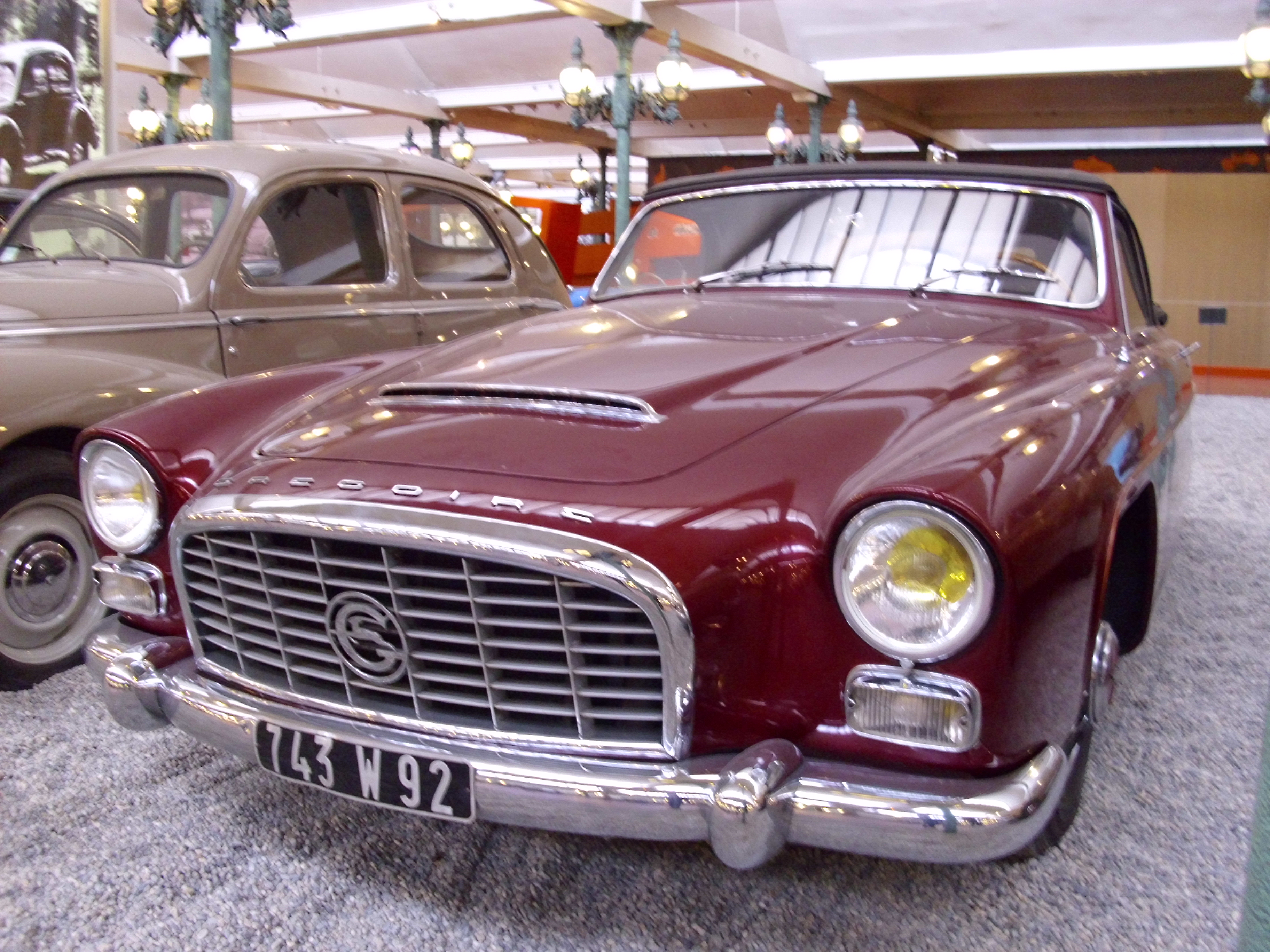
Grégoire Sport von 1956

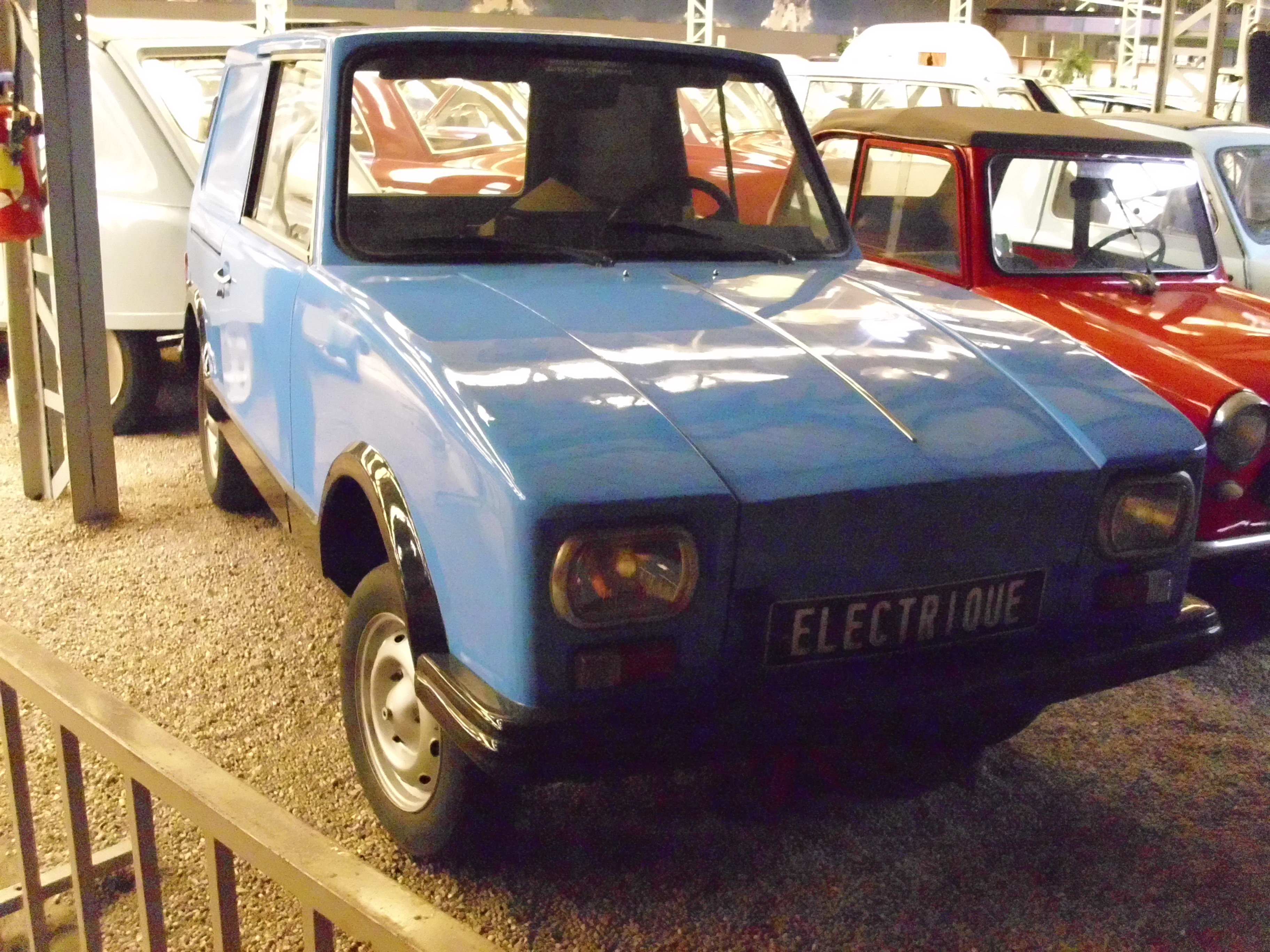
Grégoire Charbonneaux von 1969

Grégoire war eine französische Automarke.

## Unternehmensgeschichte
Jean-Albert Grégoire war ein Automobilingenieur, der viele Prototypen entwarf und vor dem Zweiten Weltkrieg das Unternehmen SA des Automobiles Tracta leitete. Im Oktober 1947 stellte er unter seinem Namen einen Prototyp auf dem Automobilsalon von Paris aus, aber erst 1956 begann er mit der Serienproduktion von Fahrzeugen, die unter seinem Namen vermarktet wurden. 1972 endete die Produktion.

## Automobile

### Grégoire R
Dies war ein großer Personenwagen mit Frontantrieb. Hotchkiss übernahm das Projekt und vermarktete die Fahrzeuge von 1949 bis 1954 als Hotchkiss-Grégoire.

### Grégoire Sport
Ab 1956 setzte Jean-Albert Grégoire in seinem Unternehmen die Produktion des Hotchkiss-Grégoire in einer überarbeiteten Version fort. Bis zur Produktionseinstellung 1962 entstanden etwa zehn bis fünfzehn Exemplare.

### Grégoire Charbonneaux
1969 entstanden zunächst vier Exemplare eines frontgetriebenen Lieferwagens mit Unilec-Elektromotor. Bis 1972 wurden diese Lieferwagen in einer kleinen Serie von etwa 20 Stück für die französische Post hergestellt.